# Ямайски червен ара
Ямайският червен ара (Ara gossei) е изчезнал вид птица от семейство Папагалови (Psittacidae).

## Разпространение
Видът е бил разпространен в Ямайка но съществуването му е хипотетично.